# Мельников, Яков Фёдорович
Я́ков Фёдорович Ме́льников (род. 13 января 1896 года, Москва, Российская империя — ум. 12 июля 1960 года, Москва) — российский и советский конькобежец, заслуженный мастер спорта СССР (1934, обладатель значка № 1). Судья всесоюзной категории (1937) и 1938). Судья международной категории по конькобежному спорту (1953). 11-кратный чемпион страны в многоборье (Россия - 1915, 1917. РСФСР - 1918, 1919, 1922, 1924. СССР - 1927, 1928, 1933–1935); 34-кратный чемпион страны на отдельных дистанциях (1915, 1917—1919, 1921, 1922, 1924, 1927, 1928, 1933—1935, 1939); 27-кратный рекордсмен страны на отдельных дистанциях. Автор названия спортивного общества «Торпедо» и его клубов.

## Биография
Яков Мельников родился в городе Москва 13-м ребёнком в семье рабочего. Жили постоянно в нужде, так как прокормить большую семью было тяжело, поэтому родители вынуждены были рано приобщать своих детей к труду. Четверо старших братьев Якова один за другим пошли работать, едва им исполнялось двенадцать лет, на ситценабивную фабрику, куда много лет назад пришёл из деревни Грибово Рязанской губернии бывший крепостной крестьянин Фёдор Мельников. 
Вся семья Мельниковых славилась своим умением рисовать. Это и определило их профессию - граверы. Яков с раннего детства мечтал о коньках, но в семье не было средств, чтобы купить их. В конце 1904 года отец подарил "четвертак" (25 копеек) и сын купил себе один ржавый конёк «Снегурка». Через время отец, проработавший на текстильной фабрике Гюбнера более сорока лет был уволен с работы из-за болезни лёгких и денег на его маленькую пенсию не хватало. 
В ту пору в семье стали усиленно поговаривать о том, чтобы забрать Якова из школы и определить на производство, но у мальчика обнаружили приятный альт и его взяли в церковный хор. Летом вместе со своими сверстниками-гимназистами он много плавал наперегонки, катался на велосипеде, соревновался в беге и поднятии тяжестей. Зимой его постоянным увлечением оставались коньки. Со временем вместе с братом Иваном, сообща купили мальчишке на «толкучке» немного подержанные, самые настоящие «снегурки». 
В районе старой "Девички", в 1909 году по инициативе Общества физического воспитания и на его средства был открыт один из первых в Москве стадионов. В большей степени на судьбу 13-летнего Яши повлияла встреча с соседом Никитой Найденовым, который помог ему стать членом Общества физического воспитания. Хотя он всё же вынужден был пойти по стопам братьев и уже работал гравером на фабрике Гюбнера, продолжал петь в церковном хоре, но денег на уплату членских взносов не хватало. 
Администрация общества разрешила ему посещать стадион и выступать в состязаниях, но за это он участвовал в различных работах по благоустройству катка и приведению в порядок подсобных помещений. Он стал заниматься конькобежным спортом в 1909 году на одном из первых в столице стадионов. В 1910 году проходили первые школьные соревнования на катке. Фабричные ребята оказываются лучшими, а Яша занял первое место и получил жетон с гравировкой первую спортивную награду. Три года он выступал на школьных соревнованиях и всякий раз оказывался победителем. 
Вскоре на молодого и талантливого спортсмена обратил внимание помощник администратора сооружения Алексей Иванович Сафонов, который и занялся спортивным воспитанием. Весной 1913 года Мельников стал на беговые коньки и принял участие в соревнованиях на первенство Московского Общества физического воспитания (ОФВ) среди взрослых, где впервые завоевал звание чемпиона и 1-й разряд. В середине зимы 1914 года состоялось первенство России. Впервые в нём стартовал и Яков Мельников, заняв 4-е место в многоборье.

Могила Мельникова на Новодевичьем кладбище Москвы.

С началом I Мировой войны он продолжал работать на фабрике, чтобы помогать семье. Зимой 1915 года Яков усиленно тренировался и первые соревнования показали, что он входит в тройку лучших скороходов Москвы. На первенстве Москвы он проиграл Платону Ипполитову в беге на 5000 метров. Вскоре стал абсолютным чемпионом, выступая на чемпионате России он одержал победы на всех четырёх дистанциях, включающие в себя 500, 1500, 5000 и 10000 метров соответственно, и обойдя одного из сильнейших бегунов - Платона Ипполитова.  
Осенью его призвали в армию, где проходил службу в 43 мотоциклетной роте и параллельно продолжал по вечерам тренировки. В 1916 году Мельникова отпустили для участия в чемпионате страны. Он пробовал выступить, но выбыл из-соревновании обессиленный и уставший. В январе 1917 года во второй раз стал победителем первенства России, установив личные рекорды на всех четырёх дистанциях. 
В том же 1917 году он вступил добровольцем в Красную армию и в 1919 году сражался против банды Антонова в Рязанской губернии. Некоторое время работал начальником одного из гаражей Реввоенсовета. Он участвовал в первом чемпионате РСФСР 1918 года и стал его первым чемпионом, с 1918 по 1923 год выиграл пять чемпионатов Москвы подряд. 
Также стал ещё трижды чемпионом страны в многоборье в 1918, 1919 и 1922 годах, а в 1921 году стал бронзовым призёром. В 1923 году, несмотря на то, что советским спортсменам были закрыты двери всех международных соревнований, он был официально приглашён на розыгрыш чемпионатов Европы и Мира. В феврале 1923 года он участвовал в Стокгольме на чемпионате мира в классическом многоборье и сразу завоевал бронзовую медаль, а на дебютном чемпионате Европы в Хамаре занял 4-е место.  
В то время он работал в «Динамо» и затем на стадионе «Гознак». В 1924 году Мельников вновь стал чемпионом страны, а через год чемпионом Москвы. В 1927 году наши спортсмены получили приглашение принять участие в первенстве Европейского рабочего союза конькобежцев и Яков поехал в качестве капитана команды. Он оказался сильнейшим и выиграл многоборье. Параллельно проходил чемпионат Европы в Стокгольме, на котором норвежский скороход Бернт Эвенсен показал результаты ниже нашего спортсмена. 
В 1928 году Норвежский рабочий союз решил организовать в Осло Международную рабочую спартакиаду и вновь Мельников был лучшим. В этих соревнованиях на дистанции 10000 м установил новый рекорд, преодолев дистанцию за 17:38,8 сек. Тогда же он выиграл очередной чемпионат СССР в классическом многоборье. В феврале 1929 года Яков выиграл первый рабочий чемпионат мира в Осло, и был увенчан лавровым венком абсолютного чемпиона мира среди рабочих-спортсменов. 
С 1931 года он работал директором стадиона «Торпедо» на Крымском валу в Москве и вновь сел за учебники. В возрасте 35 лет профессиональный спортсмен с отличием окончил Высшую школу тренеров, а с 1933 года работал в бюро физкультуры ВЦСПС, руководя коньками и греблей. Следующие три года, с 1933 по 1935 становился чемпионом СССР и чемпионом Москвы в абсолютном зачёте.  
27 мая 1934 года все газеты страны напечатали постановление ЦИК СССР об учреждении звания «Заслуженный мастер спорта СССР» и Яков Мельников стал обладателем Знака «Заслуженный мастер спорта СССР» № 1. Так же стал первым обладателем знака Готов к Труду и Обороне - «ГТО» I ступени.
В 1935 году, спустя 20 лет после того, как Мельников впервые получил титул чемпиона страны, конькобежец вновь принял участие в очередном Рабочем мировом первенстве в Осло. Сюда же прибыл и молодой, но уже многократный призер многих международных соревнований, абсолютный чемпион мира 1927 и 1934 годов, абсолютный чемпион Европы 1927 года, олимпийский чемпион 1928 года на дистанции 500 метров - Бернт Эвенсен. Одновременно на новом стадионе в столице Норвегии проходил чемпионат мира в классическом многоборье, организованный Международным союзом конькобежцев. 
Лучшее время обоих состязаний показал ветеран конькобежного спорта - Яков Мельников. Дистанцию 10000 метров он прошел за 17:46,8 секунд, в то время как лидер другого чемпионата - Микаэль Стакструд - за 17:48,5 секунд. По окончании соревнований русский спортсмен Яков Мельников был назван "некоронованным" чемпионом мира по конькобежному спорту. Через год на тех же соревнованиях рабочих в Норвегии финишировал на третьем месте. В 1937 году он занял 2-е место в абсолютном зачёте на чемпионате СССР в Москве. 
В 1939 году 43-летний Мельников взял "бронзу" на чемпионате страны, в 1940-м занял 4-е место. Последний раз участвовал в чемпионате СССР в 45 лет в 1941 году, а карьеру завершил в 1943 году. Началась война. Мельников имел бронь, но ушёл на фронт и стал командиром автомобильной роты Первой московской Ленинской дивизии народного ополчения. Осенью 1945 года Яков Фёдорович демобилизовался. 

## Тренерская карьера
В 1945 году его назначили государственным тренером СССР по конькобежному спорту. С 1947 года он был руководителем конькобежной и велосипедной секции стадиона "Юных пионеров". Также впервые Яков Федорович использовал в значительном объеме совместные тренировки мужчин и женщин - метод, который на протяжении многих лет приносил нам блестящие успехи. Мировой чемпионат 1950 года Международный союз конькобежцев решил провести в Москве. Главным судьей этого великого форума конькобежцев был назначен Мельников. Победила его любимица Мария Исакова. Среди его воспитанников были – конькобежцы Иван Аниканов, Татьяна Карелина, Константин Кудрявцев, Владимир Прошин, Николай Петров, Лидия Селихова. В 1960 году в спортивный календарь были включены Всесоюзные соревнования на приз Я.Ф. Мельникова. 19-22 декабря 1961 года в Тамбове мемориал был разыгран впервые.

### Награды
- 22 июля 1937 года - награждён орденом Трудового Красного Знамени.
- 20 января 1943 года - награждён орденом Красной Звезды.

### Семья
Был женат на Лидии Лукиничне (1896 - 1970). Она была для Якова Федоровича другом, помощником, врачом-диетологом и даже психологом... Никто так, как она, не мог угадать его душевное состояние. У них был сын Анатолий, окончивший авиаинститут и ставший также конькобежцем (1920 - 1991). Скончался Яков Фёдорович 12 июля 1960 года. Похоронен на 8-м участке Новодевичьего кладбища в Москве..